# نیروگاه سوم پالایشگاه آبادان
نیروگاه سوم پالایشگاه آبادان (در آبادان، واقع در پالایشگاه نفت آبادان)، یکی از نیروگاه‌های ایران که متعلق به پالایشگاه نفت آبادان است و در محوطه این مجموعه قرار دارد. این نیروگاه از نوع گازی با ظرفیت تولید ۲۱۰ مگاوات است که شامل ۷ واحد گازی ۳۰ مگاواتی و ۵ دستگاه بویلر بازیاب حرارتیِ HRSG هر یک با ظرفیت ۵۰ تن بخار در ساعت در زمینی به مساحت ۳ هکتار است.
هر یک از ژنراتورهای این نیروگاه ۵۰ تن بخار با فشار ۶۰ پوند و با قابلیت برگشت در مدار، تولید می‌کند، بخار تولید شده، نیاز فاز ٢، فاز ٣ و بخار آب مدار بسته پالایشگاه را تأمین می‌کند.
نیروگاه سوم پالایشگاه آبادان با هدف تولید برق مطمئن و جایگزین مولدهای قدیمی و فرسوده این پالایشگاه به منظور پایداری تولید فراورده‌های نفتی، تأمین ۶ برق مصرفی فاز ۳ (واحد بنزین‌سازی کت کراکر جدید)، تولید بخار فشار بالای مورد نیاز فاز ۳ (واحد بنزین‌سازی کت کراکر جدید)، پروژه سیستم آب مدار بسته (توربین‌های بخاری برج خنک‌کننده) پالایشگاه و تأمین برق پروژه‌های آتی این شرکت است.